# Anne-Josèphe Théroigne de Méricourt
« Théroigne de Méricourt » redirige ici. Pour les autres significations, voir Théroigne de Méricourt (homonymie) et Méricourt.
Anne-Josèphe Théroigne, dite  de Méricourt, née le 13 août 1762 à Marcourt dans la principauté de Liège et morte le 8 juin 1817 à l'hôpital de la Salpêtrière de Paris, est une femme politique liégeoise, et une figure féminine majeure de la Révolution française.
Durant cette période, elle tient un salon rue du Bouloi à Paris, où se rencontrent différentes figures révolutionnaires comme Desmoulins et Sieyès.
En 1792, elle prononce un discours dans lequel elle réclame l'égalité politique pour les femmes et appelle à la création de « bataillons d'amazones françaises » pour défendre la patrie assiégée.

## Biographie

### Jeunesse et famille
Fille de Pierre Théroigne, riche laboureur à Xhoris, et d’Élisabeth Lahaye, de Marcourt dans la principauté de Liège (d'où son futur surnom « La belle Liégeoise »), Anne-Josèphe naît le 13 août 1762. Ses deux frères cadets, Pierre-Joseph et Joseph, viennent respectivement au monde les 25 décembre 1764 et 28 septembre 1767.
Après le décès de sa mère le 22 décembre 1767 alors qu'elle a cinq ans, elle est confiée à différentes tantes, puis à un couvent. À douze ans, elle rentre à Xhoris chez son père, qui s'est remarié, et l'année suivante, en mésentente avec sa marâtre, elle s'enfuit de ce milieu familial de paysans propriétaires et pour vivre, devient vachère à 14 ans à Sougné-Remouchamps, servante dans une maison bourgeoise[source insuffisante]. À 17 ans, elle est remarquée par une femme du monde d'origine anglaise, madame Colbert, qui en fait sa dame de compagnie à Anvers pendant quatre ans. Cette rencontre avec la seule figure féminine qui lui témoignera de l'affection, lui permet de faire son éducation : elle apprend à lire, écrire, chanter, jouer de la musique,.
Après avoir vécu à Paris, elle tente une carrière de chanteuse à Londres où elle est séduite par un officier anglais qui lui donne une fille, Françoise-Louise, emportée par la variole en 1788[source insuffisante]. En Italie, elle connaît des aventures multiples avec des hommes riches et beaucoup plus âgés qu'elle et contracte la syphilis, pour laquelle elle sera soignée au mercure, selon les traitements de l'époque,,. Elle a une relation (uniquement financière ou amoureuse, leur correspondance laissant le doute) avec le vieux marquis Anne-Nicolas Doublet de Persan qui se ruine pour elle[source insuffisante]. À Gênes, elle se trouve en compagnie d'un castrat italien, Giusto Fernando Tenducci, qui lui fait miroiter une carrière de cantatrice et lui fait signer un contrat léonin, lorsqu'elle apprend la convocation des États généraux par Louis XVI.

### La Révolution française
Tandis qu'elle vit à Rome, elle se rend à Paris où la révolution gronde, attirée par les promesses d'une extension des libertés individuelles et d'une plus grande égalité des droits. « Arrivée à Paris en juin 1789, elle est rapidement gagnée aux idéaux de la Révolution et s’installe à Versailles dès le mois d’août pour suivre les travaux de l’Assemblée ». Elle est alors la seule femme dans les tribunes[réf. nécessaire]. Elle décide de se vêtir en amazone, mode lancée en 1767 par le portrait de Madame du Barry peint par Hubert Drouais,. Elle a trois costumes : un blanc, un rouge et un noir. Ses ennemis la décrivent toujours vêtue de rouge, telle une bacchante sanguinaire.
Elle prend le nom d'Anne-Josèphe Théroigne, Théroigne étant la forme francisée du nom wallon Terwagne.

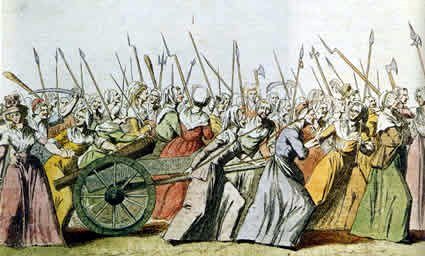
Gravure représentant les femmes marchant sur Versailles, le 5 octobre 1789.

Après avoir très probablement passé tout l'été 1789 à Versailles pour assister aux débats de l’Assemblée nationale, Anne-Josèphe Théroigne est toujours à Versailles pendant les journées des 5 et 6 octobre 1789. Elle ne fait pas partie du cortège, composé essentiellement de femmes, qui part de Paris le 5 octobre et va à Versailles pour ramener « le boulanger, la boulangère et le petit mitron ». Le 6 octobre, le château de Versailles est envahi par la foule. Deux gardes chargés de la protection des appartements de la reine Marie-Antoinette sont tués. En fin de matinée, la famille royale quitte Versailles pour Paris, et s'installe au palais des Tuileries. Le 19 octobre 1789, l'Assemblée constituante se déplace également à Paris.
Anne-Josèphe Théroigne suit l'Assemblée et s'installe à Paris. Elle y tient un salon rue du Bouloi (une autre source mentionne le 8 rue de Tournon), où se retrouvent Sieyès, Camille Desmoulins, Pétion, Brissot, Fabre d'Églantine ou encore Saint-Just. Elle se lie au mathématicien Charles-Gilbert Romme. Ses amis la surnomment « la Belle Liégeoise ». 
Elle soutient la création de clubs patriotiques mixtes et féminins et, aux côtés d’Olympe de Gouges, de la militante néerlandaise Etta Palm d'Aelders et du marquis de Condorcet, elle défend l’expansion des droits civiques des femmes car selon elle « Les femmes ont les mêmes droits naturels que les hommes, de sorte qu’il est extrêmement injuste que nous n’ayons pas les mêmes droits dans la société ». Elle devient alors la cible des contre-révolutionnaires. Le 10 novembre 1789, le chevalier de Champcenetz, journaliste royaliste satirique difficilement soupçonnable d’aimer les femmes[réf. nécessaire], la surnomme Théroigne de Méricourt transformant son nom en prénom et déformant son village natal Marcourt en Méricourt. Dans Les Actes des Apôtres, le journaliste royaliste Jean-Gabriel Peltier l'accouple au député de la Constituante Marie-Étienne Populus, et en fait la catin du peuple. Trente ans plus tard, Peltier riait encore de bon cœur de sa désinformation et il disait alors franchement qu’il n’avait pas eu d’autre motif de choisir Populus pour son héros que les opinions de ce député et la singularité de son nom.
La campagne de calomnies est si bien orchestrée qu'en 1791, la réputation de femme sulfureuse est établie. L'auteur d'un ouvrage érotique compte bénéficier de cette réputation. Dans la deuxième édition du Catéchisme libertin, publiée en 1791, il ajoute la mention : par mlle Théroigne.
En janvier 1790, elle crée avec Charles-Gilbert Romme la « société des amis de la loi » dont l'objectif est de tenir le peuple informé des travaux de l'assemblée. En mars 1790, face à des conflits internes les membres désertent le club et rejoignent le Club des Cordeliers.

### L'exil et l'arrestation
À la suite des journées des 5 et 6 octobre 1789 (retour forcé de la famille royale à Paris), une instruction est ouverte citant Reine Audu et Théroigne de Méricourt à comparaître. Cette enquête délivre fin août 1790 une prise de corps en vue d'un interrogatoire et sans doute une condamnation. Théroigne de Méricourt quitte rapidement Paris et se réfugie à Liège. En février 1791, au hameau de la Boverie, à côté de Liège, elle est enlevée par un groupe d'émigrés qui la livrent aux Autrichiens,, inquiets de la propagation de ses idées révolutionnaires. Ceux-ci l'enferment dans la forteresse de Kufstein, dans le Tyrol. Le gouvernement français négocie auprès de l'empereur Léopold II sa mise en liberté qu'il lui accorde, en juillet 1791.
Cette séquestration accroît sa popularité à Paris où elle se retrouve à la fin de l'année 1791.

### Le retour à Paris

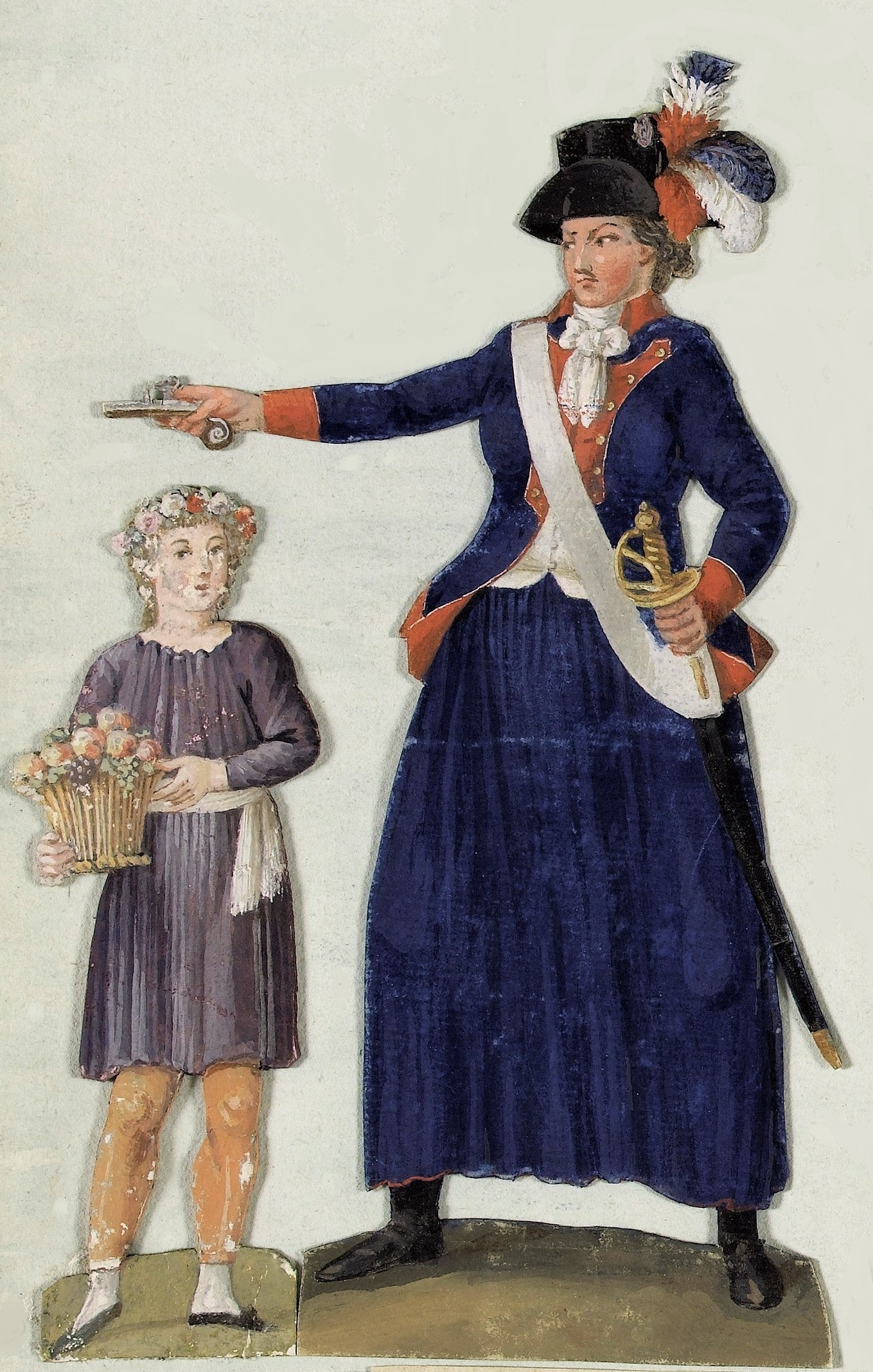
Théroigne de Méricourt vêtue en amazone. Détail d'une gouache de Lesueur, vers 1793-1795, musée Carnavalet.

Le 26 janvier 1792, elle fait une entrée triomphale aux Jacobins ,. Elle se range alors du côté de Brissot, s'affirmant nettement républicaine contre les royalistes qu'elle appelle le « parti des aristocrates » mais également contre la bourgeoisie qui souhaite que la femme reste au foyer, ce qui lui vaut des ennemis même du côté de la Révolution.
Favorable à la guerre, au printemps 1792, elle tente de créer une « phalange d'amazones ».
Le 6 mars 1792, Pauline Léon présente à la Législative une pétition signée par plus de 320 Parisiennes pour avoir le droit de former une garde nationale féminine.
Vingt jours plus tard, le 25 mars, devant la Société fraternelle des Minimes, Anne-Josèphe Théroigne de Méricourt prononce un discours dans lequel elle invite les citoyennes à s'organiser en corps armé. Elle déclare : « Brisons nos fers, il est temps enfin que les femmes sortent de leur honteuse nullité où l’ignorance, l’orgueil et l’injustice des hommes les tiennent asservies depuis si longtemps ».
Elle réclame l'égalité politique pour les femmes en passant par la demande du port des armes. Elle appelle également à la création de « bataillons d'amazones françaises », la levée en masse de femmes-soldates et leur participation active à la défense de la patrie assiégée.
Alors qu'elle remet un drapeau aux femmes du faubourg Saint-Antoine, elle déclare :

« Armons-nous, nous en avons le droit, par la nature et même par la loi. Montrons aux hommes que nous ne leur sommes inférieures ni en vertu ni en courage… Les hommes prétendent-ils seuls avoir des droits à la gloire ? Nous aussi, voulons briguer une couronne civique et briguer l’honneur de mourir pour une liberté qui nous est peut-être plus chère qu’à eux… Armons-nous, allons nous exercer trois fois par semaine aux Champs-Élysées… Formons une liste d’Amazones ! »

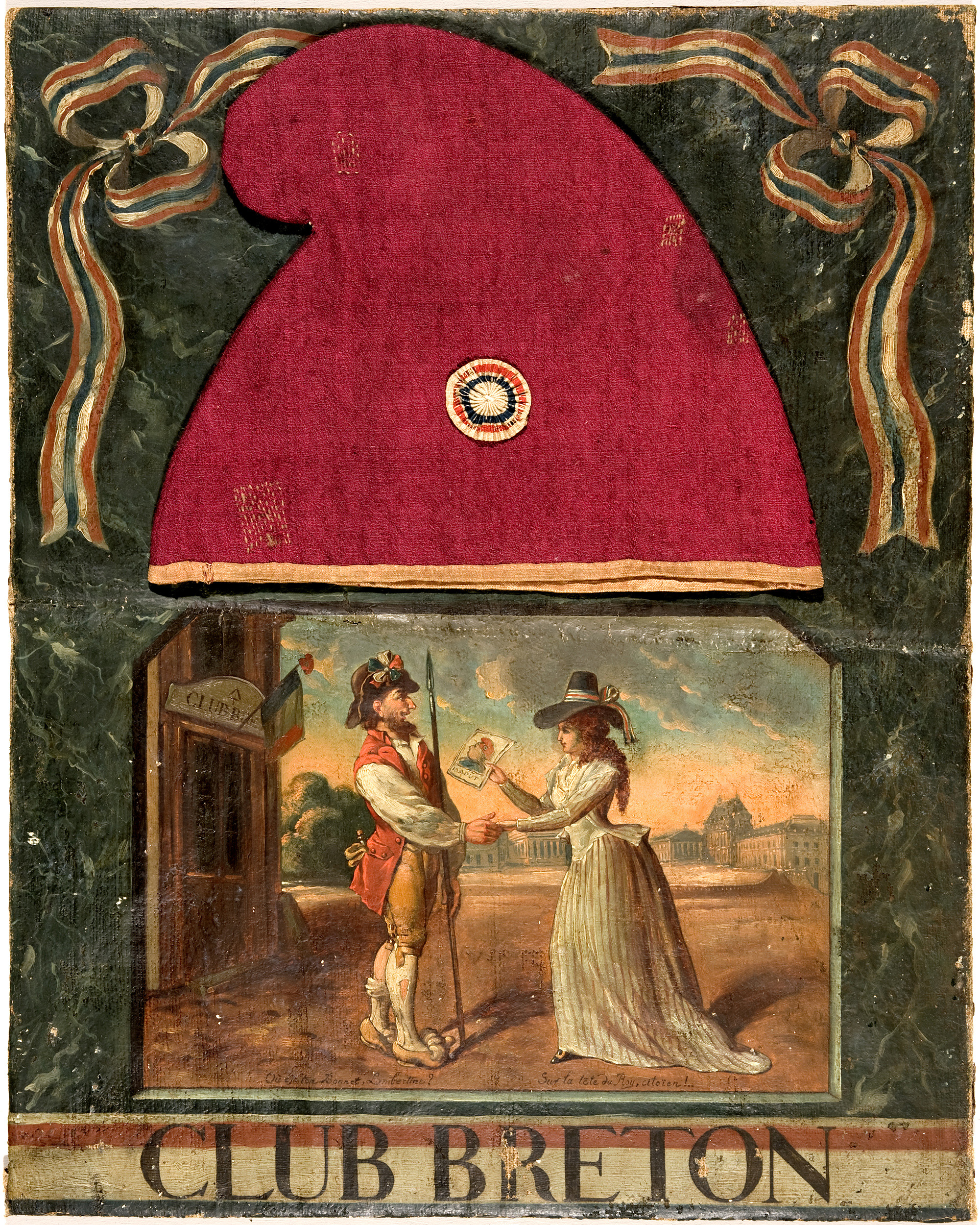
Tableau représentant Anne-Josèphe Théroigne de Méricourt devant l'entrée du club breton qui deviendra le club des Jacobins (musée de Bretagne).

Le 10 août 1792, elle participe à l'invasion du palais des Tuileries. Le journaliste royaliste Jean-Gabriel Peltier prétend qu'Anne-Josèphe Théroigne de Méricourt aurait lynché le pamphlétaire royaliste François-Louis Suleau une heure avant l’assaut du château des Tuileries. Ce meurtre aurait été commis en réaction aux quolibets que Suleau répandait contre elle. Or Théroigne de Méricourt ne connaissait pas François Suleau et n'aurait pas pu l'identifier. Cette calomnie fut désastreuse pour Théroigne de Méricourt.
Ensuite, elle prône davantage de modération et souhaite un apaisement auquel les femmes pourraient contribuer. Pour empêcher la guerre civile, elle propose au printemps 1793 d'instituer dans chaque section une magistrature de six citoyennes. Vêtues d'une écharpe sur laquelle serait inscrit « Amitié et fraternité », ces citoyennes permettraient de prévenir les conflits,.
Le 15 mai 1793, à l'Assemblée nationale, accusée de soutenir Brissot, chef de file des Girondins, elle est prise à partie par des femmes jacobines qui la traitent de brissotine, de girondine, la dénudent et la fessent publiquement. L'intervention de Marat met fin à cette agression des Tricoteuses. La violence de cette agression a été minimisée et tournée en dérision dans la presse montagnarde.

### L'internement

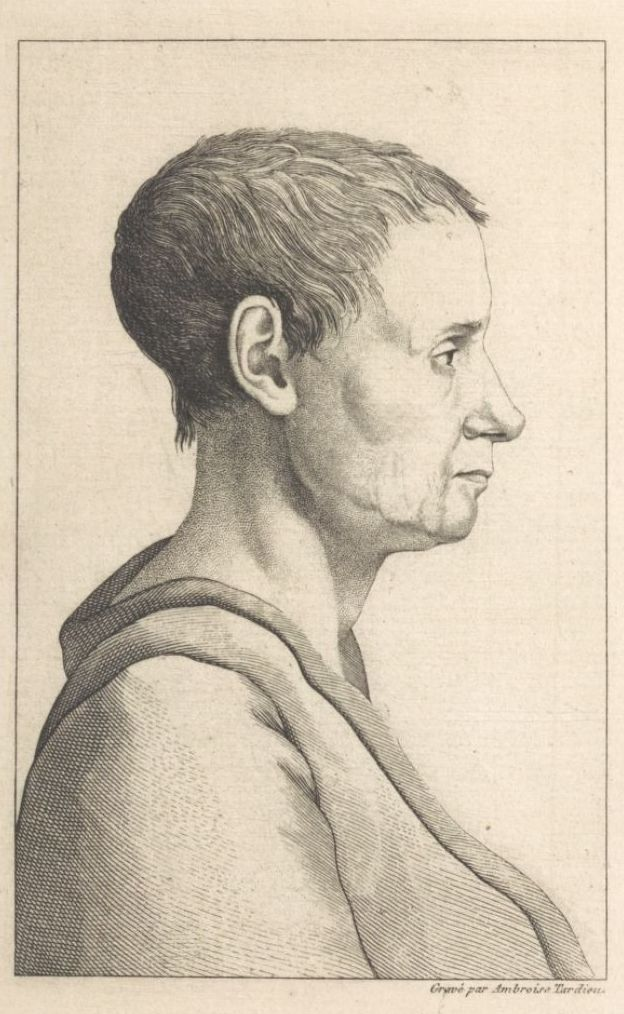
Théroigne de Méricourt à la Salpêtrière en 1816. Gravure d'Ambroise Tardieu d'après le portrait dessiné par Georges-François-Marie Gabriel. Théroigne de Méricourt est alors âgée de 54 ans. Elle meurt l'année suivante. Esquirol publie une gravure d'Ambroise Tardieu d'après ce portrait, dans Les Maladies mentales, en 1836. Planche publiée dans l'ouvrage de Jean-Étienne Esquirol, Les Maladies mentales (1836).

Pour Jules Michelet, Edmond et Jules de Goncourt[source insuffisante], l'humiliation de cette agression serait à l'origine de sa folie et l'aurait fait basculer dans un délire de persécution. L'origine de sa folie peut s'expliquer plus simplement par la peur d'être guillotinée (Olympe de Gouges et Madame Roland sont guillotinées les 3 et 8 novembre 1793) ou plus probablement par le stade avancé de sa maladie vénérienne, la neurosyphilis.
Au printemps 1794, son frère réclame sa mise sous tutelle et la fait interner. Cet internement lui évite une accusation politique et la guillotine. Les premières expertises la déclarent saine d'esprit jusqu'au 20 septembre 1794, où elle est déclarée folle.
Elle est envoyée à l'hôpital de la Salpêtrière en 1807. Jean-Étienne Esquirol relate : « À son arrivée, elle était très agitée, injuriant, menaçant tout le monde, ne parlant que de liberté, de comités de salut public, révolutionnaire, etc., accusant tous ceux qui l'approchaient d'être des modérés, des royalistes, etc. ». Elle s'adonne à des rites de souillure et de purification. Elle vit nue et verse sur son corps des baquets d'eau glacée. Le médecin aliéniste Philippe Pinel humanise son traitement psychiatrique.
En 1808, Regnaud de Saint-Jean d’Angély, conseiller de Napoléon, aurait commandé une enquête administrative pour savoir si l'internement de Théroigne de Méricourt n’était pas lié à une tentative de spoliation par Joseph Terwagne, son frère,.
Entre 1812 et 1817, elle est examinée par le médecin aliéniste Jean-Étienne Esquirol, qui fait son portrait : « Elle ne sort presque point de sa cellule, et y reste ordinairement couchée. Si elle en sort, elle est nue, ou couverte de sa chemise : elle ne fait que quelques pas, plus souvent elle marche à quatre pattes, s'allonge par terre ; et l'œil fixe, elle ramasse toutes les bribes qu'elle rencontre sur le pavé et les mange. Je l'ai vue prendre et dévorer de la paille, de la plume, des feuilles desséchées, des morceaux de viande trainés dans la boue, etc. Elle boit l'eau des ruisseaux pendant qu'on nettoie les cours, quoique cette eau soit salie et chargée d'ordures, préférant cette boisson à toute autre ». Elle meurt à l'hôpital de la Salpêtrière, le 8 juin 1817, après avoir passé les 23 dernières années de sa vie à l'asile.

## Postérité

### Historiographie

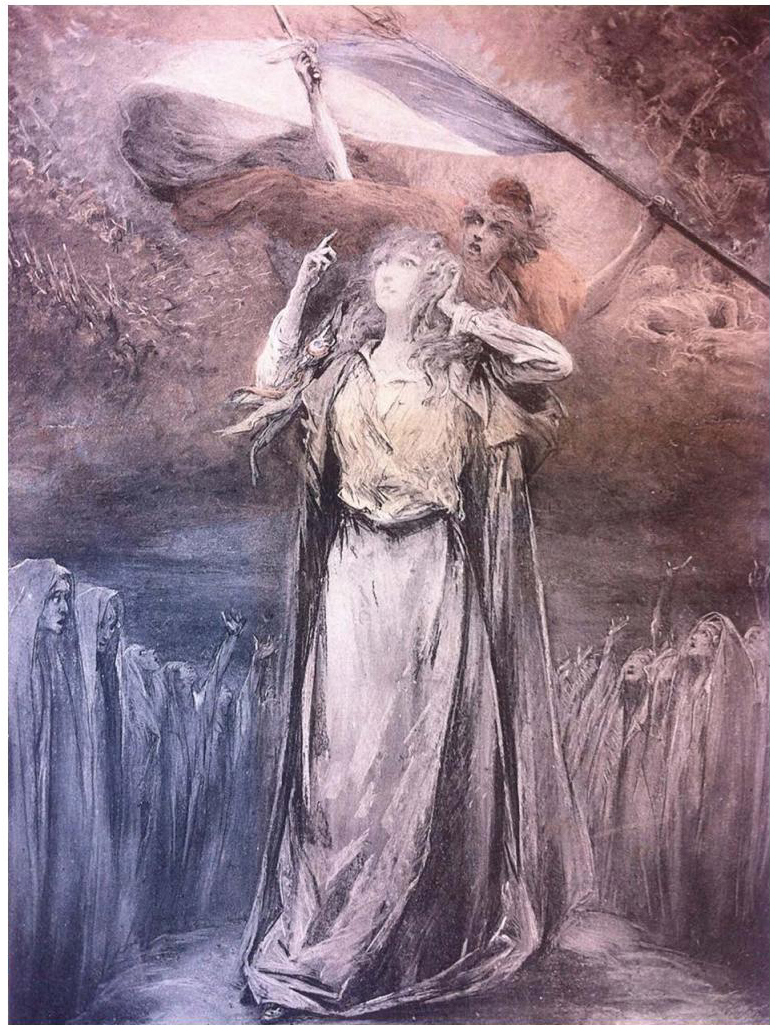
Composition de Georges Clairin pour Théroigne de Méricourt, drame de Paul Hervieu (1903) avec Sarah Bernhardt dans le rôle titre.

La vie d'Anne-Josèphe Théroigne de Méricourt a suscité de nombreuses passions, au point que les écrits sur elle ne sont pas exempts des préjugés liés aux XIXe siècle et XXe siècle. Elle est parfois décrite comme une aventurière, une femme vouée à l'amour qui sombre dans la folie, une héroïne toute dévouée à sa cause.
Alphonse de Lamartine l'a dépeinte dans l'Histoire des Girondins, ouvrage publié en 1847, comme une aventurière, une femme impure, punie par de plus féroces qu'elle  : « En frappant les aristocrates, elle croyait réhabiliter son honneur… » Lamartine et Alexandre Dumas prêtent foi aux allégations de meurtre de Jean-Gabriel Peltier.
Jules Michelet se trompe et attribue la fessée publique aux hommes, dans Les Femmes de la Révolution, publié en 1854. L'outrage qu'elle subit lui fait perdre la raison. Il défend l'image romantique de la femme vouée à l'instinct et à l'amour.
Dans Portraits intimes du XVIIIe siècle en 1857, les frères Goncourt en font une héroïne qui « enivrée, court furieuse en brandissant la mort… »
En 1989, l'année du bicentenaire de la Révolution, Élisabeth Roudinesco, historienne de la psychanalyse, associe le destin d'Anne-Josèphe Théroigne de Méricourt à celui de la Révolution : « Tant qu'elle était soutenue par l'idéal révolutionnaire, la folie de Théroigne pouvait rester masquée… » Théroigne de Méricourt bascule alors dans la folie quand la révolution bascule dans la Terreur.
Les travaux de Léopold Lacour en tant qu'historien du féminisme et d'Alphonse Aulard, historien de la Révolution, sont plus exacts[non neutre] [En quoi ?]

### Représentations culturelles
La vie d'Anne-Josèphe Théroigne de Méricourt qui fait d'elle une des premières féministes de l'Histoire ne cesse d'inspirer les peintres, les poètes, les romanciers, les compositeurs.
Elle serait le modèle de La Liberté guidant le peuple d'Eugène Delacroix.
Sa vie inspire Charles Baudelaire dans les Fleurs du Mal, publié en 1857, : 

« Avez-vous vu Théroigne, amante du carnage,

Excitant à l’assaut un peuple sans souliers,

La joue et l’œil en feu, jouant son personnage,

Et montant, sabre au poing, les royaux escaliers ? »

— Charles Baudelaire, Les Fleurs du Mal
En 1902, Paul Hervieu crée une pièce de théâtre en 6 actes, Théroigne de Méricourt. Sarah Bernhardt lui prêta sa voix au théâtre.
Le compositeur belge Auguste De Boeck écrit l'opéra Théroigne de Méricourt en 1900 sur un livret de Léonce du Castillon.
Sa vie inspire également le roman Et embrasser la liberté sur la bouche de Philippe Séguy, publié en 2011.
Elle est également un personnage du roman dédié à la Révolution A Place of Greater Safety d’Hilary Mantel, publié en 2014.
En 2014, Anne-Josèphe Théroigne de Méricourt apparaît dans le jeu Assassin's Creed Unity, où le joueur l'accompagne dans une mission où elle tente de mettre fin à une famine provoquée par l'ordre des Templiers.

#### Cinéma
Au cinéma, Théroigne de Méricourt apparaît notamment comme narratrice atteinte de folie dans certaines scènes tournées spécifiquement pour la nouvelle version remontée et sonorisée du film Napoléon d'Abel Gance en 1935,. Le personnage est interprété par Sylvie Gance.

#### Télévision

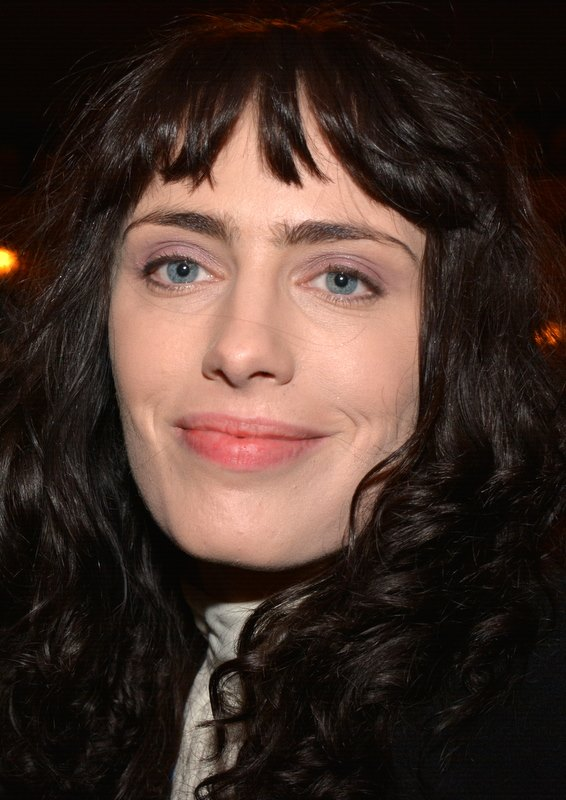
Sophie Verbeeck interprète Théroigne de Méricourt dans la La Guerre des trônes.

En 1988-1989, Miguel Courtois coscénarise et réalise Théroigne de Méricourt, l'amazone rouge, téléfilm diffusé sur M6 dans le cadre de la série Les Jupons de la Révolution, produite lors du bicentenaire de la Révolution. Olivia Brunaux y tient le rôle de la révolutionnaire.
En 2016, Théroigne de Méricourt fait partie des figures féminines de la Révolution française traitées dans l'émission Secrets d'histoire, intitulée Les femmes de la Révolution diffusée le 12 juillet 2016 sur France 2.
En 2023, elle fait partie des personnages principaux de la saison 7 de la série La Guerre des trônes, la véritable histoire de l'Europe. Dans la série, Théroigne de Méricourt est interprétée par l'actrice franco-belge Sophie Verbeeck.

### Féminisme
Bien que le terme de « féminisme » ne soit apparu dans le vocabulaire français qu’en 1837, il ne fait aucun doute pour l'historien Peter McPhee que Théroigne était féministe, car pour elle, les femmes « ont les mêmes droits naturels que les hommes, de sorte qu’il est extrêmement injuste que nous n’ayons pas les mêmes droits dans la société ». Ce discours provoque la colère de la presse contre-révolutionnaire : elle y fait l’objet de moqueries et de propos désobligeants, dépeinte comme une débauchée, antithèse de la féminité, « pute patriote dont 100 amants par jour payaient chacun 100 sous en contributions à la Révolution gagnée à la sueur de son corps » [réf. nécessaire]. Quand la France entre en guerre contre l’Autriche en avril 1792, elle fait campagne pour les droits des femmes à porter les armes : « Françaises, je vous le répète encore, élevons-nous à la hauteur de nos destinées, brisons nos fers. Il est temps enfin que les femmes sortent de leur honteuse nullité où l’ignorance l’orgueil et l’injustice des hommes les tiennent asservies depuis si longtemps ! » Mais son style, habit blanc et grand chapeau rond, et ses choix politiques la rendent impopulaire auprès des femmes du peuple. En vain, elle rédige un pamphlet passionné exhortant à l’élection de femmes représentantes avec « le glorieux ministère d’unir les citoyens et de leur inculquer le respect de la liberté d’opinion ». L’attaque par des femmes jacobines qui soulèvent sa robe afin de la fouetter violemment devant les portes de la Convention nationale donne à penser que Théroigne ne s’est jamais complètement rétablie mentalement ou physiquement de cette agression.

### Hommages
Le village de Marcourt (Belgique), aujourd'hui dans l'entité de Rendeux, inaugure le 5 aout 1989 une stèle en sa mémoire située place de Chéroubles.
La ville de Liège lui rend hommage en baptisant La Belle Liégeoise une passerelle franchissant la Meuse qui est mise en fonction le 2 mai 2016.
La ville de Paris a ouvert en 2005, la rue Théroigne-de-Méricourt.
La ville de Montpellier a baptisé une avenue Théroigne-de-Méricourt.
L'association Synergie Wallonie pour l'égalité entre les femmes et les hommes remet chaque année depuis 2004 un prix Théroigne de Méricourt à une personnalité féminine et/ou une association résidant ou active en Wallonie, luttant pour faire triompher le droit des femmes, l’égalité des genres et/ou favoriser l’autonomie d’autres femmes.

## Iconographie

### Les portraits contemporains
Georges Duval donne une description assez précise de Théroigne de Méricourt. Il dit d'elle dans ses Souvenirs de la Terreur, publiés en 1841 : « Si ses traits n'étaient pas tout à fait aussi réguliers que ceux de la Vénus de Praxitèle, en revanche elle avait un minois chiffonné, un air malin qui lui allait à ravir, un de ces nez retroussés qui changent la face des empires ».
Elle est représentée par un buste en terre cuite attribué à Joseph Chinard (1756-1813) qui figure dans les collections exposées du musée Jacquemart-André.
| Portrait présumé de Théroigne de Méricourt de 1788 ou 1789. Ce portrait anonyme est attribué à Antoine Vestier (1740-1824). Elisabeth Roudinesco utilise ce portrait pour illustrer son ouvrage sur la folie de Théroigne de Méricourt. C'est le portrait d'une femme mélancolique. Le nez est fin et allongé, les cheveux châtains et poudrés sont retenus par un ruban. Le regard est hagard. C'est l'expression de la folie. Le tableau est d'excellente facture. En 1901, Antoine Foulon de Vaulx doute de son authenticité et s'interroge sur l'attribution au peintre Antoine Vestier dont les œuvres connues sont moins réussies. |
| Miniature sur ivoire réalisé par François Hippolyte Desbuissons (1745-1807). Cette miniature est conservée au Musée du Louvre. François Hippolyte Desbuissons représente Théroigne de Méricourt en buste dans un médaillon sur ivoire de petit format (7cmX7cm). Cette technique artistique est très prisée aux XVIIIe et XIXe siècles pour les portraits avant l’apparition de la photographie. Théroigne de Méricourt apparaît coiffée d’un bonnet girondin et vêtue d’une robe largement décolletée à la mode de l’époque. Cette miniature est à rapprocher du portrait de Julie Candeille, conservé également au Louvre et réalisé en 1789 par François Hippolyte Desbuissons. Les profils des visages sont identiques. La différence entre ces deux portraits est que Théroigne de Méricourt est représentée en buste comme un personnage illustre. Cette représentation montre l'influence grandissante des femmes dans la vie publique sous la Révolution. |
| Portrait de profil réalisé par Jean Fouquet, gravé par Gilles-Louis Chrétien. La gravure de ce portrait porte une seule inscription « Dess. p. Fouquet gr. p. Chrétien inv. du physionotrace passage Honoré à Paris ». Ce portrait est réalisé avec la technique du physionotrace, inventée par Gilles-Louis Chrétien en 1785. Cette technique mécanise le dessin du contour du portrait de profil. Elle rencontre un très grand succès et peut être considérée comme la photographie du XVIIIe siècle. Les proches de Théroigne de Méricourt comme le maire de Paris Jérôme Pétion de Villeneuve ou Jacques-Pierre Brissot se font également portraiturer par Jean Fouquet. Théroigne de Méricourt porte une robe de linon ouverte. On sait qu'elle porte les cheveux courts en 1792. Ce portrait serait donc antérieur à 1792. |
| Portrait de profil réalisé par Jean Fouquet, gravé par Gilles-Louis Chrétien en 1792. La gravure de ce portrait porte deux inscriptions « Mlle Théroigne », « Dess. p. Fouquet gr. p. Chrétien inv. du physionotrace Cloître St Honoré à Paris en 1792 ». Son authentification ne fait aucun doute. Théroigne de Méricourt est représentée les cheveux courts et portant l'habit masculin, tenue qu'elle revendique et qui lui vaut cette qualification d'amazone. Par la technique utilisée, ce portrait dessiné avec beaucoup de précision est une des représentations fidèles de Théroigne de Méricourt. |
| Jean-Étienne Esquirol, médecin aliéniste, fait réaliser ce portrait de Théroigne de Méricourt par Georges-François-Marie Gabriel en 1816, à la Salpêtrière. Théroigne de Méricourt est alors âgée de 54 ans. Elle meurt l'année suivante. Esquirol publie une gravure d'Ambroise Tardieu d'après le dessin de Gabriel, dans Les Maladies mentales, en 1836. |

### Les portraits fantaisistes
Les portraits de Théroigne de Méricourt publiés au XIXe siècle illustrent les légendes construites autour du personnage.
| Ce portrait porte la légende « Mlle Thérouène ». Théroigne de Méricourt est représentée la gorge découverte, le sein gauche nu. La tête est coiffée d'un pittoresque madras, noué sur les cheveux épars. Les traits sont réguliers, mais lourds et épais. Il a été reproduit en 1845. Ce portrait est fantaisiste.                                                                                          |
| Portrait par Denis Auguste Marie Raffet (1804-1860). Denis Auguste Marie Raffet a gravé ce portrait de Théroigne de Méricourt en amazone serré à la taille (ample jupe rouge vif), les cheveux flottants, la tète couverte d'un chapeau rond orné d'un panache noir, deux pistolets à la taille, une épée dans la main droite. Ce portrait ressemble à celui de 1845. Les traits du visage sont identiques. |

## Publications
- Discours prononcé à la Société fraternelle des minimes, le 25 mars 1792, l'an quatrième de la liberté, par Mlle Théroigne, en présentant un drapeau aux citoyennes du faubourg S. Antoine (1791) Texte numérisé sur Gallica[PDF]
- Aux 48 sections (179[2]) Affiche numérisée sur Gallica[PDF] Texte retranscrit
- La Lettre-mélancolie, Lettre adressée à Danton (mort en 1794) en 1801, transcrite par Jean-Pierre Ghersenzon,  éd. établie par Jackie Pigeaud, Verdier / L’Éther Vague, 2005.

### Bibliographie

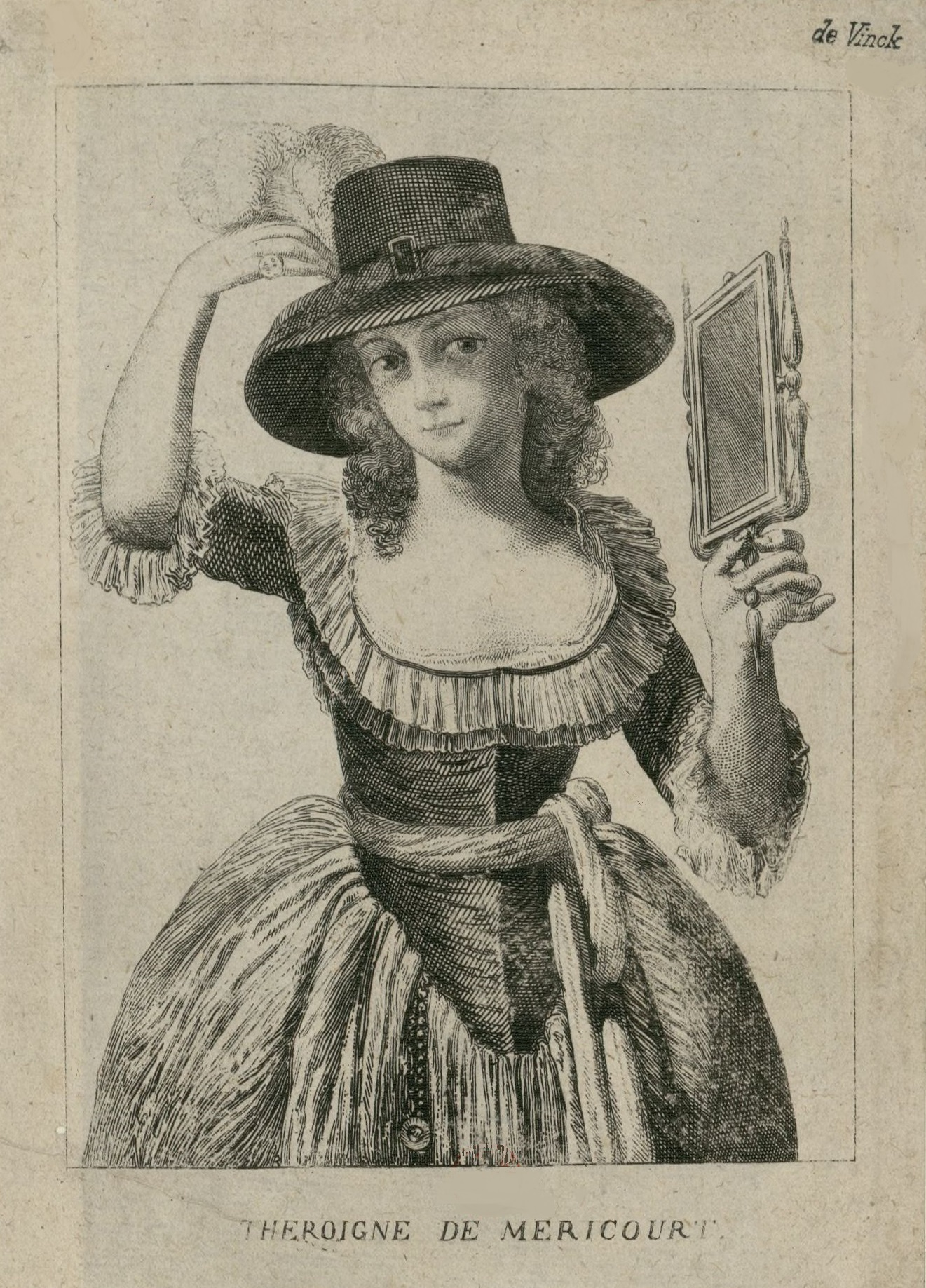
Estampe anonyme représentant Théroigne de Méricourt.